# カム・ケアーンクロス
カム・ケアーンクロス（Cameron "Cam" Cairncross 1972年5月11日 - ）は、オーストラリアのクイーンズランド州ケアンズ出身の元プロ野球選手(投手)である。

## 略歴
1990年11月11日に、サンディエゴ・パドレスと契約を結んだ（ドラフト入団でないのは、ケアーンクロスがオーストラリア出身で、オーストラリアはドラフト対象外地域の為）。
1991年は、マイナーリーグはおろかメジャーリーグでも試合に出場する機会を与えられなかった。
1992年は、ウォータールー・ダイヤモンズ（A級）でプレイ。先発投手として24試合に登板し、防御率3.61・8勝8敗という成績を残した。また、137.0イニングで138三振を奪い、三振奪取能力の高さを見せ付けた。
1993年は、ランチョクカモンガ・クエークス（A+級）に昇格し、29試合に登板。うち26試合に先発投手として登板し、防御率こそ5.11と振るわず、負け越したものの、2ケタ勝利（10勝）を挙げた。
1994年もA+級ランチョクカモンガでプレー。しかし、先発投手としての登板はなく、全てリリーフ投手として29試合に登板した。そこで防御率4.37・3勝1敗という成績を残し、ウィチタ・ラングラーズ（AA級）に昇格。ここでも全てリリーフ投手としての登板で30試合に投げ、防御率3.65・2勝3敗という成績を残した。その後、更にラスベガス・スターズ（AAA級）にも昇格し、リリーフ投手として4試合に登板した。1994年の3チームの通算成績は、全てリリーフ登板で64試合に登板し、防御率4.04・5勝5敗という成績。また、奪三振の多さも相変わらずで、78.0イニングで77奪三振（奪三振率8.88）を記録した。
1995年は、1991年と同様に、マイナーリーグ及びメジャーリーグのいずれでも登板しなかった。
1996年も前年に引き続き、登板機会はなかった。
1997年は、マイナーリーグで3年ぶりに試合に出場。リリーフ投手として、A+級ランチョクカモンガで40試合に登板。しかし、防御率5.62・1勝3敗と、結果を残す事は出来なかった。一方で、奪三振の多さは健在で、64.0イニングの登板で70三振（奪三振率9.84）を奪った。その後、10月17日にフリーエージェント（FA）となった。
1998年は、どこのチームとも契約せず、ケアーンクロスにとって4度目となる、登板なしのシーズンを過ごした。
1999年4月27日にクリーブランド・インディアンスと契約。まずは、キンストン・インディアンス（A＋級）で6試合に登板。無失点で切り抜け、2勝0敗、10.0イニングで11奪三振（奪三振率9.90）と好投した。その後、バッファロー・バイソンズ（AAA級）に昇格し、19試合にリリーフ投手として登板したが、昇格前とは打って変わって未勝利で3敗を喫し、防御率も5.21という数字だった。1999年の2チームの通算成績は、全てリリーフ登板で25試合に登板し、防御率3.41・2勝3敗という成績。
2000年7月20日に、長年の下積み生活を経て、メジャーリーグに昇格した。デビュー戦の対戦相手はカンザスシティ・ロイヤルズ。ケアーンクロスは敗戦処理として、4番手で登板。ヒットを1本打たれ、四球も1つ与えたが、この試合に登板した4投手（ジム・ブラウワー→ジェイミー・ブルウィントン→ジャスティン・スパイアー→ケアーンクロスの順番）の中では唯一無失点に抑えた。最終的には15試合に登板し、防御率3.86・1勝0敗という成績を残した。因みに、2000年もマイナーリーグで試合に投げており、アクロン・エイロス（AA級）とバイソンズの2チームで通算43試合にリリーフ登板し、防御率1.66・1勝1敗という成績を残している。
結局、2001年のシーズンで投げる事はなく、2000年10月1日の試合が、ケアーンクロスにとって現役最後のメジャーリーグでの登板となった。

## 詳細情報

### 年度別投手成績
| 年 度    | 球 団    | 登 板 | 先 発 | 完 投 | 完 封 | 無 四 球 | 勝 利 | 敗 戦 | セ 丨 ブ | ホ 丨 ル ド | 勝 率 | 打 者 | 投 球 回 | 被 安 打 | 被 本 塁 打 | 与 四 球 | 敬 遠 | 与 死 球 | 奪 三 振 | 暴 投 | ボ 丨 ク | 失 点 | 自 責 点 | 防 御 率 | W H I P |
| -------- | -------- | ----- | ----- | ----- | ----- | -------- | ----- | ----- | -------- | ----------- | ----- | ----- | -------- | -------- | ----------- | -------- | ----- | -------- | -------- | ----- | -------- | ----- | -------- | -------- | ------- |
| 2000     | CLE      | 15    | 0     | 0     | 0     | 0        | 1     | 0     | 0        | 0           | 1.000 | 40    | 9.1      | 11       | 1           | 3        | 1     | 0        | 8        | 0     | 0        | 4     | 4        | 3.86     | 1.50    |
| MLB：1年 | MLB：1年 | 15    | 0     | 0     | 0     | 0        | 1     | 0     | 0        | 0           | 1.000 | 40    | 9.1      | 11       | 1           | 3        | 1     | 0        | 8        | 0     | 0        | 4     | 4        | 3.86     | 1.50    |